# دزدها
دزدها (سوئدی: Rånarna) یک فیلم اکشن سوئدی است که در سال ۲۰۰۳ منتشر شد.

## بازیگران
- میکل پرشبرانت
- سوفیا هلین
- استفان سائوک
- استینا اکبلاد
- پتر فرانتسن
- ینس هولتن
- یارمو ماکینن